# Idris I (Libia)
Idris I (arab. ‏إدريس الأول‎, właśc. As-Sajjid Muhammad Idris al-Mahdi as-Sanusi; ur. 12 marca 1890 w Al-Dżaghbub, zm. 25 maja 1983 w Kairze) – przywódca bractwa sanusijja, emir Cyrenajki (1917–1951) i Trypolitanii (1929–1951), pierwszy i jedyny król Libii (1951–1969).

## Życiorys

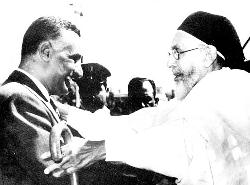
Król Idris (po prawej) z prezydentem Egiptu Naserem

Jego dziadek Muhammad ibn Ali as-Sanusi był założycielem islamskiego sufickiego ruchu religijno-politycznego sanusijja, a sam Idris I był przywódcą tego ruchu.  24 grudnia 1951 został ogłoszony królem uzyskującej niepodległość Libii. Zaprowadził monarchię absolutną, zakazał istnienia partii politycznych rządy oparł na izolacjonizmie. Na jego rządy przypadło odkrycie pokaźnych złóż ropy naftowej i szybki przyrost dochodów kraju dzięki jej sprzedaży. Monarcha był głównym beneficjentem handlu surowcem. W ostatnich latach dekady lat 60. rząd króla był coraz bardziej niepopularny. Scentralizowany system Libii pogłębiał tradycyjne podziały regionalne i plemienne. Kraj nadto trawiło powszechne zjawisko korupcji. Na skutek popularnych w Libii nacjonalistycznych poglądów jego rząd postrzegany był przez wielu mieszkańców jako proizraelski. Takie postrzeganie monarchii doprowadziło do nastrojów antykrólewskich i antyzachodnich protestów które nasiliły się po porażce sąsiedniego Egiptu w wojnie sześciodniowej (pracownicy naftowi rozpoczęli strajk solidarnościowy z Egiptem a w Bengazi i Trypolisie wybuchły zamieszki).
4 sierpnia 1969 abdykował na rzecz swojego bratanka Hasana as-Sanusiego, który miał przejąć rządy w kraju 2 września 1969. Tymczasem dzień wcześniej – 1 września 1969 podczas pobytu Idrisa I na leczeniu w Turcji został on obalony w wyniku wojskowego puczu Mu’ammara al-Kaddafiego. W listopadzie 1971 został skazany in absentia przez Libijski Sąd Ludowy na karę śmierci. Z Turcji udał się do Grecji a stamtąd do Egiptu, gdzie przebywał na wygnaniu do śmierci w 1983. Zmarł w wieku 93 lat i został pochowany w Medynie w Arabii Saudyjskiej.